# Tropical Love
Tropical Love è un film muto del 1921 diretto da Ralph Ince. Di impianto drammatico, girato a Portorico, fu sceneggiato da Reginald Denny (che ricopriva anche il ruolo del giovane "Vagabondo") su un soggetto di Guy McConnell. Altri interpreti, furono Ruth Clifford, nel ruolo della protagonista femminile, F.A. Turner (il suo vecchio padre) e Huntley Gordon (il cattivo).

## Trama

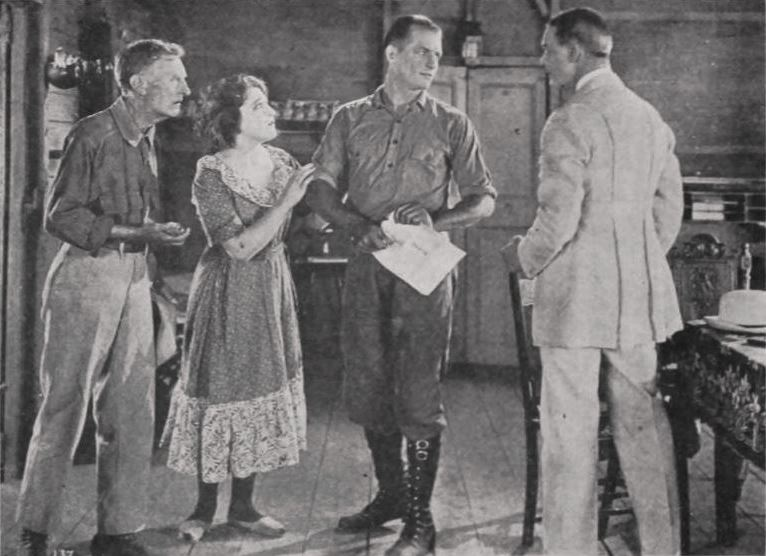
F.A. Turner, Ruth Clifford, Reginald Denny, Huntley Gordon

A San Juan di Porto Rico, "il Vagabondo", giovane e colto, e "il Cercatore", vecchio e debole, si incontrano e formano una società. Il "Cercatore" incontra Rosario, ignaro di essere il padre della ragazza che aveva lasciato vent'anni prima, quando lui aveva perso la ragione dopo che una tempesta tropicale aveva distrutto la sua casa e aveva ucciso sua moglie. Rosario sta per vendere la terra che le ha lasciato il padre a Clifford Fayne, ma il "Vagabondo" vi scopre l'oro e riesce a convincerla a non farlo. Fayne, però, attira la giovane in una baracca fuori mano, cercando di costringerla a firmare l'atto di vendita. La ragazza viene salvata dall'intervento del padre e del suo giovane socio. "Il Cercatore", rimasto gravemente ferito, vive abbastanza a lungo per scoprire che quella è sua figlia e muore sapendo che sarà felice con il "Vagabondo".

## Produzione
Il film fu prodotto dalla Playgoers Pictures e Porto Rico Photoplays.

## Distribuzione
Il copyright del film, richiesto dalla Playgoers Pictures, fu registrato il 12 ottobre 1921 con il numero LU17086. Distribuito dalla Associated Exhibitors, il film uscì nelle sale statunitensi il 23 ottobre 1921.
Non si conoscono copie ancora esistenti della pellicola che viene considerata presumibilmente perduta.